# Paka pri Predgradu
Paka pri Predgradu je naselje v občini Kočevje.